# Lorenzo Bernardino Pinto
Conte Lorenzo Bernardino Pinto di Barri (Bianzè, 9 agosto 1704 – Torino, 18 marzo 1788) è stato un architetto italiano, tra le sue opere ricordiamo Il Forte san Vittorio di Tortona.

## Biografia
Nato nel 1704 a Bianzè figlio del chirurgo Giuseppe Ferdinando Antonio e Petronilla Pinto, entrò a far parte dell'esercito del Regno di Sardegna nel 1730, quando ottenne i gradi di sottotenente di artiglieria. Grazie alla sua capacità nel comprendere le problematiche delle fortificazioni, fu promosso a tenente il 18 maggio 1737. Nel 1744 durante l'assedio di Cuneo dette prova di coraggio rimanendo in prima linea e rischiando la vita nel crollo delle mura causato da una mina degli assedianti. L'ottima prova data a Cuneo gli valse la promozione al grado di luogotenente del colonnello del corpo reale degli ingegneri, ruolo col quale diresse l'assedio di Savona nel 1744 conquistando la città in soli 18 giorni. Dopo questa impresa re Carlo Emanuele III decise di conferire a Pinto la croce di cavaliere dell'Ordine Mauriziano.
Il 17 luglio 1755, alla morte del conte Ignazio Bertola venne promosso colonnello del corpo reale degli ingegneri e, con questo incarico, iniziò i lavori di rifacimento del Forte di Exilles e del forte di Demonte. Nel 1767 acquistò il titolo di Conte di Barri di Massone per 5 000 lire. Fu infine promosso al grado di luogotenente Generale; pur godendo della stima di Carlo Emanuele III, era osteggiato dal ministro della guerra Conte Giovanni Battista Lorenzo Bogino che gli preferiva il figlio di Ignazio Bertola. In seguito alla morte di Carlo Emanuele III, il nuovo sovrano Vittorio Amedeo III affidò a Pinto il compito di rafforzare la frontiera orientale in funzione anti austriaca; in particolare con il rafforzamento del forte di Tortona, che divenne il suo capolavoro. Morì nel 1788 quando i lavori al forte di Tortona non erano ancora conclusi.

## Opere
Pinto collaborò alle fortificazioni di Exilles, Demonte e della Cittadella di Alessandria sviluppando progressivamente le idee che avrebbe poi condensato nel forte di Tortona. Esso giunse, in maniera indipendente, alle stesse conclusioni del più famoso Marc René de Montalembert. Pinto volle costruire una fortezza inespugnabile e che non fungesse solo da difesa ma anche da attacco pertanto il corpo centrale del forte fu interamente costituito da edifici casamattati, ordinati su più piani e a prova di bomba, le cui strutture erano utilizzate come ricovero per la guarnigione, magazzini per l'attrezzatura bellica e, all'occorrenza, potevano ospitare pezzi di artiglieria. Il forte assomigliava più alle fortezze ottocentesche che ai forti suoi contemporanei, segno che le idee di Pinto furono all'avanguardia ed influenzarono la successiva generazione di architetti.